# Blue Cheese & Coney Island
Blue Cheese & Coney Island è il secondo album in studio da solista del rapper statunitense Bizarre, pubblicato nel 2007.

## Tracce
1. Rock Out (featuring King Gordy) – 3:38
2. Knock 'Em Out (featuring King Gordy & Tech N9ne) – 3:39
3. So Hard (featuring Monica Blaire) – 3:49
4. Sex Tape – 2:39
5. Animal (featuring King Gordy & Razaaq) – 3:59
6. How I Hustle (featuring 7 Nation & K.B.) – 4:23
7. Welcome 2 the D (featuring Young Miles, Lil Skeeter, Kuniva & Stretch Money) – 4:45
8. Get This Money (featuring Maestro) – 2:51
9. Got This Addiction – 3:04
10. Wicked (featuring King Gordy & Twiztid) – 4:06
11. She's Homeless – 3:02
12. Start a Mosh Pit – 3:35
13. Cakin' (featuring Dub, Gam, Scarchild & King Gordy) – 5:29
14. G-14 – 3:41
15. Da Fat Boy Dance – 5:05
16. Fat Boy (featuring King Gordy & Monica Blaire) – 3:53